# سفارة اليمن لدى السعودية
سفارة اليمن لدى السعودية هي الممثلية الدبلوماسية العليا لدولة اليمن لدى المملكة العربية السعودية. تقع السفارة في حي السفارات في الرياض.